# Южный Синай (мухафаза)
Ю́жный Сина́й (араб. جنوب سيناء‎, Гануб-Сина) — мухафаза в Арабской Республике Египет. Административный центр — город Эт-Тур. Расположена на северо-востоке страны, в южной части Синайского полуострова, к югу от мухафазы Северный Синай. С юго-восточной стороны омывается водами залива Акаба, а с юго-запада — Суэцкого залива.

## Административное деление
Мухафаза состоит из 5 административных центров (районов), 8 городов, 8 сельских местных общин и 81 бедуинского поселения. Центры мухафазы:
- Таба
- Нувейба
- Дахаб
- Рас-Сидр
- Шарм-эш-Шейх
- Сант-Катрин
- Эт-Тур

## Карта мухафазы
Легенда карты:
|  | 20 000 — 50 000 жителей |
|  | 10 000 — 20 000 жителей |
|  | 5 000 — 10 000 жителей  |
|  | Менее 5 000 жителей     |